# التبدل اللوني

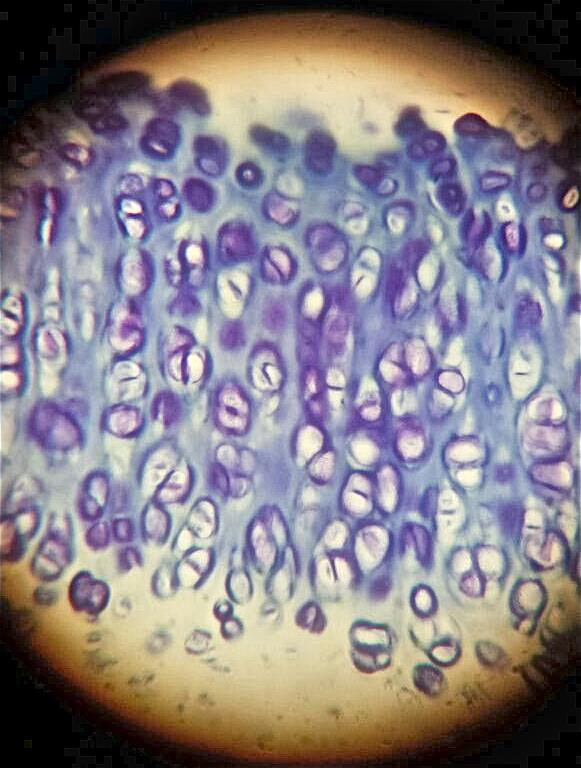
غضروف هياليني ملون بصبغة التولويدين الأزرق، حيث يمكن ملاحظة تلوّن ميتاكرومي قوي للمادة الأساسية. تمت مشاهدته باستخدام المجهر الضوئي، بتكبير 40x.

التبدل اللوني (متغير اللون) هو تغيير مميز في لون الصبغة التي يتم تلوين الأنسجة البيولوجية بها، تُظهره أصباغ معينة عندما ترتبط بمواد معينة موجودة في هذه الأنسجة، تسمى صبغيات. على سبيل المثال، يتحول اللون الأرزق التولويدين الى اللون الأزرق الداكن (مع نطاق لوني من الأزرق والأحمر يعتمد على محتوى الجليكوزامينوجليكان)عندما يرتبط بالغضروف. البقع المتبدلة اللون الأخرى المستخدمة على نطاق واسع هي صبغة جيمزا وملون ماي-جرونفالد التي تحتوي أيضًا على اصباغ ثيازين. يتم صبغ نواة خلايا الدم البيضاء باللون البنفسجي، حبيبات ارجوانية قاعدية مكثفة، بينما يتم صبغ السيتوبلازم (للخلايا احادية النواة) باللون الازرق. يسمى عدم تغير اللون عند الصبغ ثابت اللون.
تتطلب الآلية الكامنة وراء تغير اللون وجود عديد الانيونات داخل الانسجة، عندما تكون هذه الأنسجة مصبوغة بمحلول صبغ أساسي مركّز، مثل أزرق التولويدين، فإن جزيئات الصبغة المرتبطة تكون قريبة بما يكفي لتشكيل مجاميع قاتمة وبوليمرية. تختلف أطياف امتصاص الضوء لهذه المجاميع الصبغية المكدسة عن تلك الخاصة بجزيئات الصبغة الأحادية الفردية. تُظهر هياكل الخلايا والأنسجة التي تحتوي على تركيزات عالية من مجموعات الكبريتات والفوسفات المتأينة - مثل المادة الأرضية للغضروف، وحبيبات الخلايا البدينة المحتوية على الهيبارين، والشبكة الإندوبلازمية الخشنة لخلايا البلازما - تبدل اللون. يعتمد هذا على كثافة شحنة الكبريتات السالبة وأنيونات الكربوكسيل في الجليكوزامينوجليكان (GAG). يعمل الجليكوزامينوجليكان عديد الانيونات على تثبيت جزيئات الصبغة المكدسة الموجبة الشحنة، مما يؤدي إلى حدوث تحول طيفي حيث تتداخل مدارات الرابطة المزدوجة المرتبطة بجزيئات الصبغة المجاورة. كلما زادت درجة التراص، زاد التحول المتبدل اللون. وهكذا، فإن حمض الهيالورونيك، الذي يفتقر إلى مجموعات الكبريتات وبكثافة شحنة معتدلة فقط، يسبب تغيرًا طفيفًا؛ كبريتات شوندروتن، مع بقايا كبريتات إضافية لكل جزىء الجليكوزامينوجليكان عديد السَكاريد، هي ركيزة متغيرة اللون فعالة، بينما الهيبارين، مع المزيد من كبريتات النيتروجين، متبدل اللون بقوة. لذلك، سيظهر لون التولويدين الأزرق أرجوانيًا إلى أحمر عندما يَصبغ هذه المكونات.
تم استغلال الخصائص المتغيرة اللون لثنائي ميثيل الميثيلين الأزرق، وهي صبغة ثيازين مرتبطة ارتباطًا وثيقًا بأزرق التولويدين، لفحص الجليكوزامينوجليكان المستخرج من الغضاريف والأنسجة الضامة الأخرى. تتحول ذروة الامتصاص من حوالي 630 نانومتر (الامتصاص الأحمر، وبالتالي اللون الأزرق) إلى حوالي 530 نانومتر في وجود الجليكوزامينوجليكان. تم تطوير فحص همبل وايرينجر الأصلي من قبل آخرين لإنشاء كاشف أزرق ثنائي ميثيل ميثيلين مستقر ومستخدم على نطاق واسع.
على الرغم من ملاحظة ووصف التبديل اللوني (متغير اللون) منذ عام 1875 من قبل كورنيل ورانفير وآخرين، إلا أن العالم الألماني بول ايرليش (1854-1915) هو الذي أعطى اسمه ودرسه على نطاق أوسع. تم تطوير الفهم الحديث لميتاكروماسيا من قبل عالم الأنسجة البلجيكي لوسيان ليسون، الذي درسه بين عامي 1933 و1936 وتأكد من قيمته في التحديد الكمي لإسترات الكبريتات ذات الوزن الجزيئي العالي. كما درس تبدل لون الأحماض النووية. في الآونة الأخيرة، نشر كارلهاينز تويبر في عام 1970 التحولات الطيفية مع زيادة تركيز الأصباغ الثيازين التي تتطابق مع أطياف الصبغة: مخاليط الهيبارين، والتي تظهر بوضوح أن مبدل اللون، الذي يتوافق مع لون الغضروف الملون، يمكن إعادة إنتاجه عن طريق التركيز العالي للصبغة وحدها في الحل. ومن ثم، كان القرب من جزيئات الصبغة هو العامل الرئيسي في تحديد مبدل الصبغة. مثال آخر على الصبغة متبدل اللون (الفلوروكروم) هو أكريدين البرتقالي. في ظل ظروف معينة، فإنها تصبغ أحماض نووية أحادية السلسلة تتألق باللون الأحمر (التألق الأحمر) بينما عندما تتفاعل مع الأحماض النووية المزدوجة التي تقطعت بهم السبل، فإنها تعطي لمعانًا أخضر.